# Alexandre Koberidze
Alexandre Koberidze (nacido el 19 de octubre de 1984) es un cineasta y guionista georgiano. Sus créditos incluyen las películas Let the Summer Never Come Again (2017) y What Do We See When We Look at the Sky? (2021).

## Carrera
Dirigió varios cortometrajes antes de su primer largometraje, Let the Summer Never Come Again (2017), una docuficción que ganó los premios Grand Prix y Prix Premier en el Festival de Cine Documental de Marsella y el Premio de la Asociación Alemana de Críticos de Cine.
Su segundo largometraje, What Do We See When We Look at the Sky?, ganó el Premio FIPRESCI en el Festival Internacional de Cine de Berlín.

## Vida personal y educación
Nacido en Tbilisi, Georgia, estudió cine y televisión allí de 2001 a 2005. Luego se mudó a Berlín en 2009 donde estudió dirección de cine en Deutsche Film- und Fernsehakademie Berlin.

## Filmografía

### Como director, escritor y editor.
| Año  | Película                            | Tipo         | Acreditado como | Acreditado como | Acreditado como |
| Año  | Película                            | Tipo         | Director        | Escritor        | Editor          |
| ---- | ----------------------------------- | ------------ | --------------- | --------------- | --------------- |
| 2013 | Mirar hacia atrás es gracia         | Cortometraje | Sí              | Sí              | Sí              |
| 2015 | Colofón                             | Cortometraje | Sí              | Sí              | Sí              |
| 2017 | Que el verano no vuelva nunca más   | Largometraje | Sí              | Sí              | Sí              |
| 2017 | El espectador perfecto              | Cortometraje | Sí              | Sí              | Sí              |
| 2019 | Permanece en un punto azul pálido   | Largometraje | Sí              | Sí              | Sí              |
| 2021 | ¿Qué vemos cuando miramos al cielo? | Largometraje | Sí              | Sí              | Sí              |

### Como actor
| Año  | Película                         | Role                |
| ---- | -------------------------------- | ------------------- |
| 2014 | Un cuento de invierno proletario |                     |
| 2017 | Autocrítica de un perro burgués  | El asistente social |
| 2017 | La película invisible            | Sandro              |
| 2021 | chupasangres                     | Ljowushka           |